# Clase America
La clase America es una clase de buques del tipo LHA (landing helicopter assault) en servicio con la Armada de los Estados Unidos. La clase está diseñada para desembarcar una Unidad Expedicionaria de los Marines utilizando helicópteros y aviones de transporte V-22 Osprey V/STOL, apoyados por aviones AV-8B Harrier II o F-35 Lightning II V/STOL y varios helicópteros de ataque. Su primera unidad es el USS America que entró al servicio en 2014 para reemplazar al USS Peleliu del clase Tarawa; se construirán hasta once. El diseño de la clase América se basa en el del USS Makin Island, el último barco de la clase Wasp, pero los barcos "Bloque 0" de la clase América no tendrán cubiertas de pozos y tendrán hospitales a bordo más pequeños. para proporcionar más espacio para usos de aviación.
Aunque solo transportan helicópteros y aviones V/STOL, el USS America', con un desplazamiento de unas 45.000 toneladas largas (46.000 t), es similar en tamaño al portaaviones de ala fija francés Charles de Gaulle y al indio Vikramaditya. Además, aunque son más de 124 pies (38 m) más cortos, los barcos de la clase USS America tienen un desplazamiento comparable al de los antiguos portaaviones de la clase Midway de la Marina de los EE. UU..
El USS America se puede utilizar como un pequeño portaaviones con un escuadrón de aviones de combate y varios helicópteros polivalentes, como el MH-60 Seahawk. Pueden transportar alrededor de 20 a 25 AV-8B, F-35B o una combinación de los dos, pero los futuros barcos de esta clase, comenzando con el USS Bougainville, tendrán hangares de aviones más pequeños para dejar espacio para cubiertas de guerra anfibia más grandes.

## Desarrollo y características

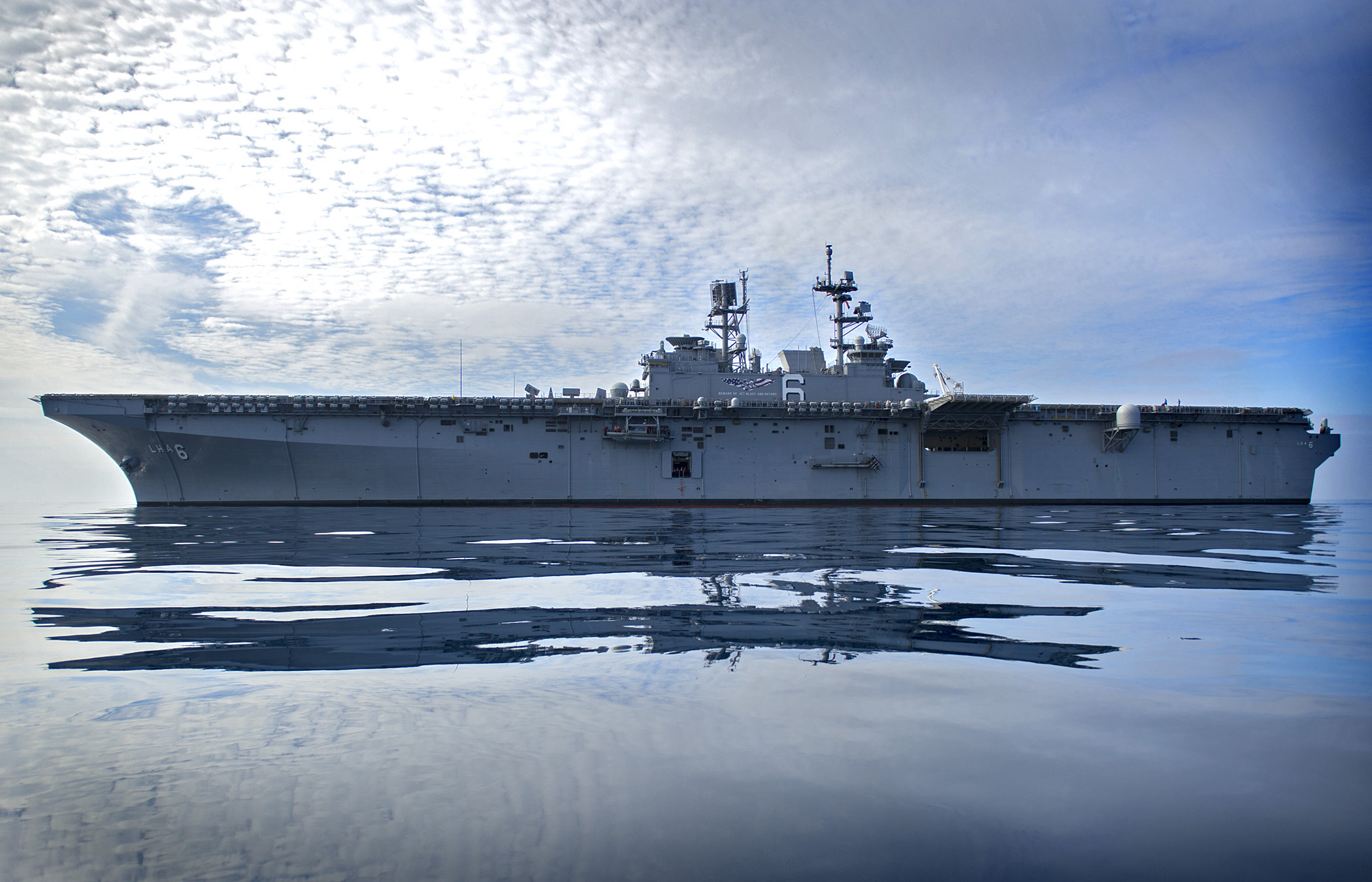
Vista de perfil del USS America durante sus pruebas de mar, frente a Pascagoula el 9 de noviembre de 2013

Los buques de la clase America sustituyen a los buques de la clase Tarawa que pasaron a retiro. El USS America, primer buque de la clase, fue botado en 2012 y asignado en 2014. El segundo buque, USS Tripoli, fue botado en 2017 y asignado en 2020.
El buque de la clase America tiene 260 m de eslora y 44 000 t de desplazamiento. Son propulsados por dos turbinas de gas de 70 000 hp. Su tripulación llega a 1200 marinos y puede llevar hasta 1600 tropas. Su ala embarcada consiste en aviones de caza F-35B, aeronaves MV-22 y helicópteros (todos del Cuerpo de Marines). La cubierta de vuelo puede albergar hasta nueve helicópteros CH-53K Super Stallion.
Como armamento lleva lanzamisiles superficie-aire Sea Sparrow, misiles antimisil RAM y tres (3) sistemas de protección activa Phalanx CIWS, además de ocho ametralladoras de 12,7 mm de calibre.
La clase America se basa en el diseño del USS Makin Island, en sí mismo una versión mejorada de los barcos de asalto anfibios de clase Wasp con potencia de turbina de gas. Aproximadamente el 45 por ciento del diseño del "Bloque 0" de esta clase se basa en el de Makin Island, pero se omite la cubierta del pozo para dejar más espacio para los aviones, sus repuestos y armas, y su combustible. Las turbinas de gas del Makin Island, America, y sus sucesoras usan combustible JP-5 que es el mismo combustible que usan sus helicópteros, los motores a reacción de sus aviones AV-8B Harrier y V-22 Osprey y, en futuros barcos, las turbinas de gas de los Landing Craft Air Cushions (LCAC) que podrían llevar en sus cubiertas de pozo. Esta característica común simplifica enormemente el almacenamiento, la distribución y el uso de los combustibles.
Se espera que el complemento típico de aviones para los dos primeros buques sea doce transportes MV-22B Osprey, seis aviones a reacción multifunción F-35B Lightning II STOVL, cuatro helicópteros de transporte pesado CH-53K , siete aviones de ataque AH-1Z/UH-1Y/utilitarios, y dos Navy MH-60S Knighthawks para rescate aire-mar. La composición exacta de los complementos de aviones del barco puede variar según sus misiones. Pueden transportar alrededor de 20 AV-8B o F-35B, y 2 MH-60S, para servir como portaaviones pequeño, como lo demuestran las operaciones de aterrizaje en el muelle de helicópteros (LHD) en la Operación Libertad Iraquí.

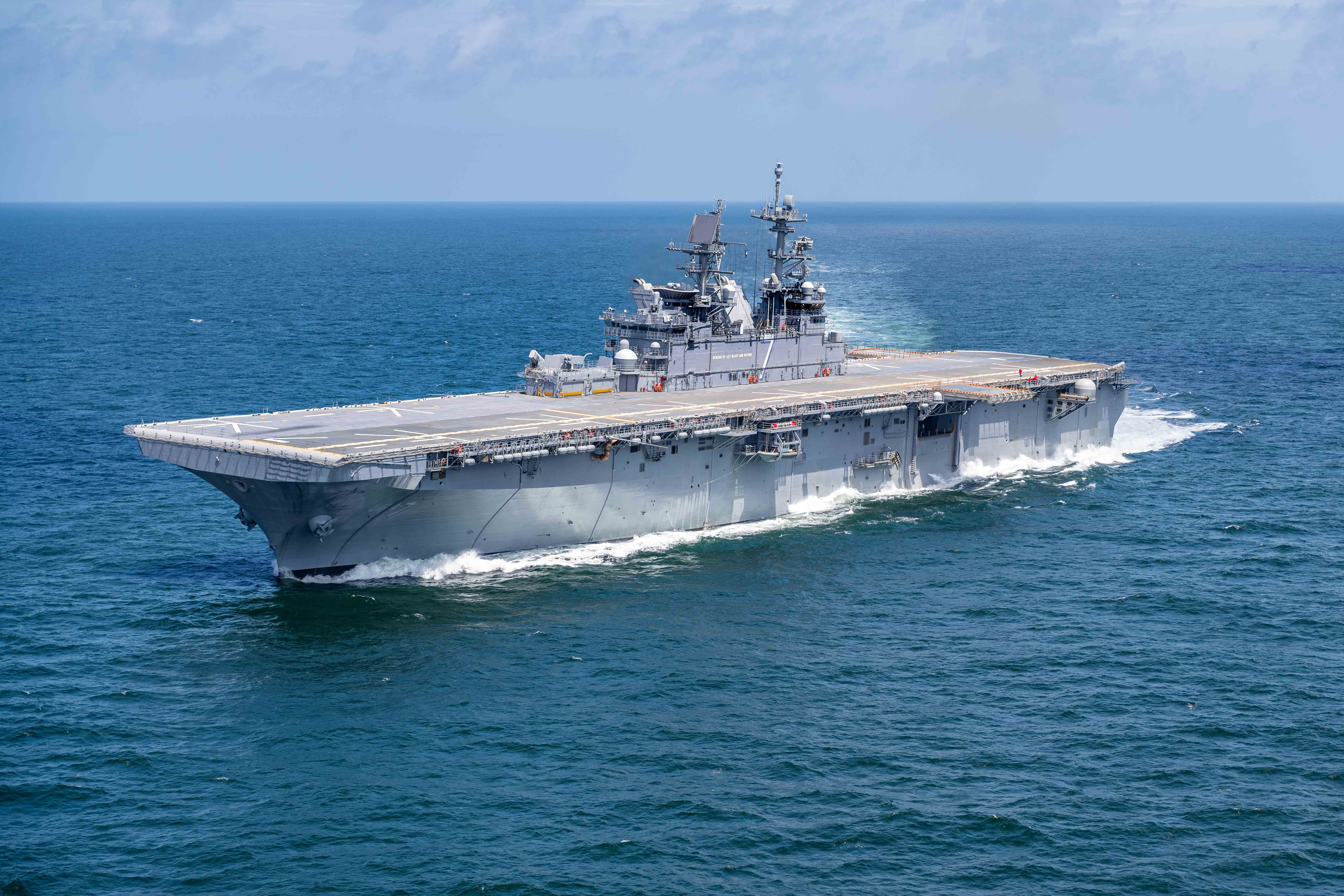
El USS Tripoli en pruebas de mar en 2019.

El Cuerpo de Marines de EE. UU. ahora está más preocupado por los ataques con misiles antibuque desde embarcaciones de ataque rápido y los disparos de precisión de largo alcance desde tierra. Para contrarrestar tales ataques, el Cuerpo de Marines quiere mantener los barcos anfibios más lejos de la costa. Para esto, los infantes de marina serán transportados a tierra en aviones MV-22 V/STOL más grandes y de mayor alcance. Para adaptarse a estos requisitos, Estados Unidos tiene el doble de desplazamiento que los barcos de asalto anfibios clase Iwo Jima retirados.
Los barcos de asalto anfibios de clase América están diseñados con un sistema de propulsión híbrido-eléctrico (CODLOG) derivado del que se usa en el Makin Island. Los barcos pueden utilizar turbinas de gas para altas velocidades y motores diésel-eléctricos cuando sea necesario. Establecer el haz de América en 106 pies (32 m) fue dictado por la necesidad de que estos barcos pasaran por el Canal de Panamá. La Oficina de Presupuesto del Congreso descubrió que si antes de 2040 el precio del petróleo alcanzaba y se mantenía por encima de los 140 dólares por barril, el uso de propulsión nuclear para los barcos de la clase LHX sería más rentable.
El LHX o LH (X) fue un buque de guerra que se propuso a fines de la década de 1990 para reemplazar los barcos de asalto anfibios de clase Tarawa, pero con una cubierta seca para aerodeslizadores en lugar de una "cubierta de pozo" inundable. Después de 2000, el LHX, el "reemplazo futuro del barco de asalto anfibio", se propuso para reemplazar todos los LHD. El nuevo LHX podría ser un diseño del Bloque 2 de la clase América construido con una cubierta de pozo y una superestructura de isla más pequeña , lo que le daría un 20 por ciento más de capacidad en la cubierta de vuelo. Esto eliminaría la restricción actual sobre los MV-22 para aterrizar en los lugares 5 y 6, y también daría espacio para cuatro MV-22B, tres F-35B Lightning II o tres CH-53K para usar la cabina de vuelo. En 2008, la adquisición de los barcos del Bloque 2 se planeó tentativamente para 2024, pero eso podría no ser práctico o asequible para entonces.

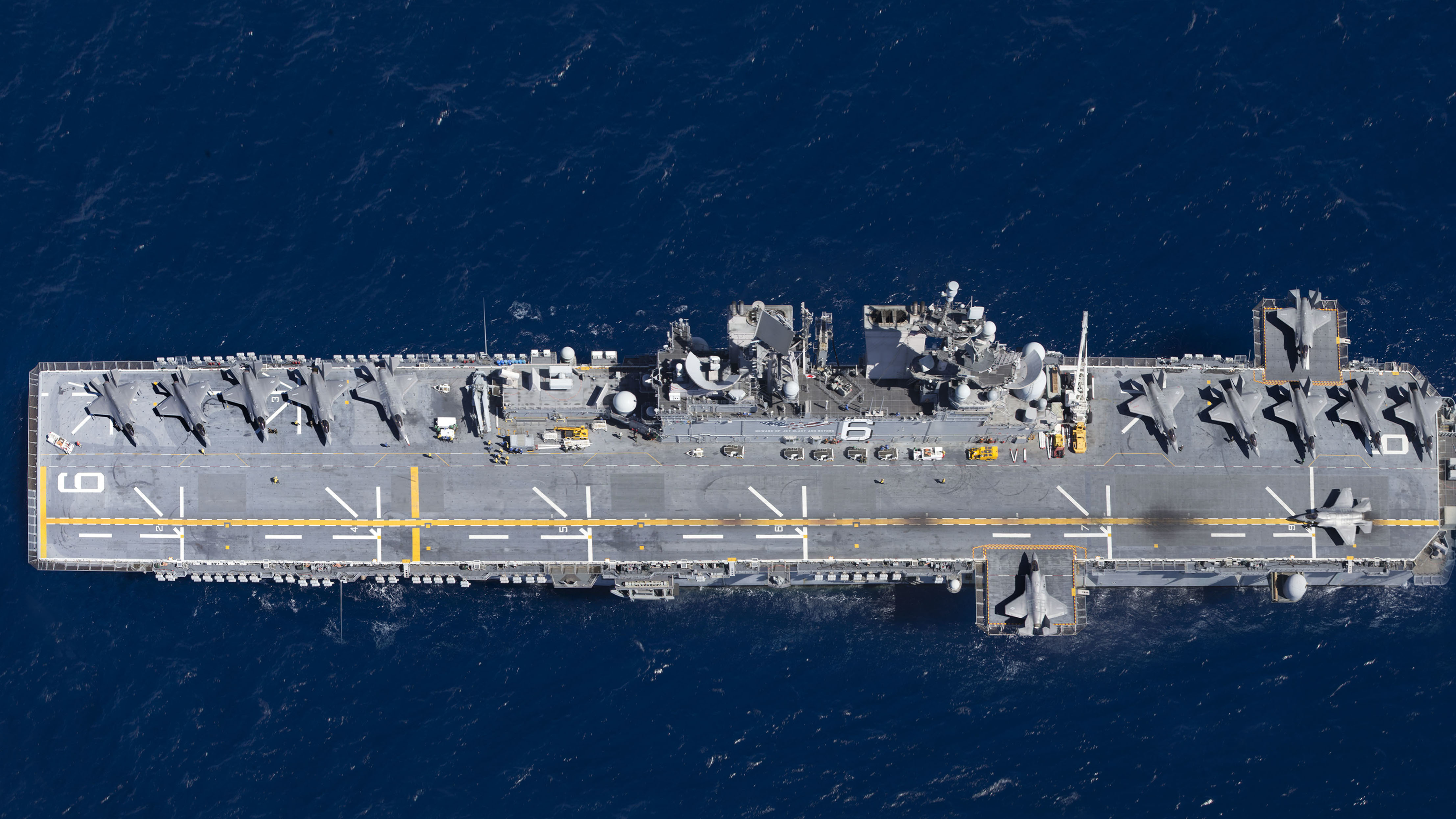
Aviones Lockheed F-35B a bordo del USS America en 2019.

Se propuso una versión modificada del diseño de la clase América, designada MPF (F), LHA (R) o T-LHA (R), para dos barcos de la Fuerza de Preposicionamiento Marítimo (Futuro). El MPF(F) es el concepto de la Armada para una "base marítima" para apoyar las operaciones en tierra a partir de aproximadamente 2025. [17] Estos dos barcos hipotéticamente estarían tripulados por una tripulación civil del Comando de Transporte Marítimo Militar y no armados con armas El financiamiento para el MPF(F) y el LHA(R) fue presentado por el Comité de Servicios Armados del Senado en el presupuesto del año fiscal 2008.  La Marina de los EE. UU. ahora tiene la intención de comprar más barcos de la clase América para su flota de buques de guerra anfibios.
En enero de 2014, la Marina de los EE. UU. comenzó a tomar medidas en para reducir el daño causado por el calor excesivo emitido por el F-35B y el MV-22 para prolongar la vida útil de la cubierta de vuelo. El motor F-35B emite mucho más calor que el anterior caza AV-8B Harrier STOVL y se sabe que el escape de calor del MV-22 Osprey daña las cubiertas de vuelo. Los planes incluyen 14 modificaciones diferentes al barco y limitan el número de operaciones de vuelo que se realizan fuera de la cubierta. La Marina de los EE. UU. está buscando soluciones rentables que no afecten la efectividad de combate de los EE. UU. No se espera que la restricción del número de operaciones de vuelo disminuya su utilidad, ya que los barcos de asalto anfibios están hechos para apoyar asaltos rápidos, mientras que los portaaviones de tamaño completo tienen la misión de realizar operaciones aéreas sostenidas. Las lecciones aprendidas de estas medidas se aplicarán a USS Tripoli y USS Bougainville en construcción, lo que les permitirá realizar "operaciones completas sin restricciones". Las modificaciones menores a Estados Unidos son tan pequeñas como poner cubiertas sobre balsas salvavidas y estaciones de reabastecimiento de combustible y antenas móviles.
Los buque anfibios de clase America también se han visto involucrados en el proyecto de miniportaaviones que transportan los F-35B del Cuerpo de Marines. Forman parte del concepto más amplio de Operaciones Marítimas Distribuidas (DMO). Los llamados Lighting carrier son una evolución del llamado Harrier Carrier y se pretenden usar en el Pacífico para hacer frente al crecimiento del poderío naval chino ya que un LHA, con 14-20 F-35B es mucho más capaz que cualquiera de los primeros portaaviones chinos. A la US Navy le gusta este concepto por su «versatilidad, según las necesidades pueden tenerse F-35B o MV-22 que transportan infantes de marina. Para el primer test 20 F-35B de tres escuadrones de la Infantería de Marina operaron desde el USS Tripoli en un crucero por el Pacífico.
Ahora hay dos programas en curso, en ambos hay que ver el encaje de los buques de esta clase. Los Marines tienen Force Design 2030 del USMC y  la Armada Ghost Fleet Overlord de la USN. Ambos pretenden diseñar una estrategia en caso de guerra con China, que cuenta con una temible estrategia de antiacceso/área de negación (A2/AD). Los analistas creen poco probable que estos buques sean útiles en operaciones ofensivas sostenidas en  el Pacífico occidental.

### Cubierta

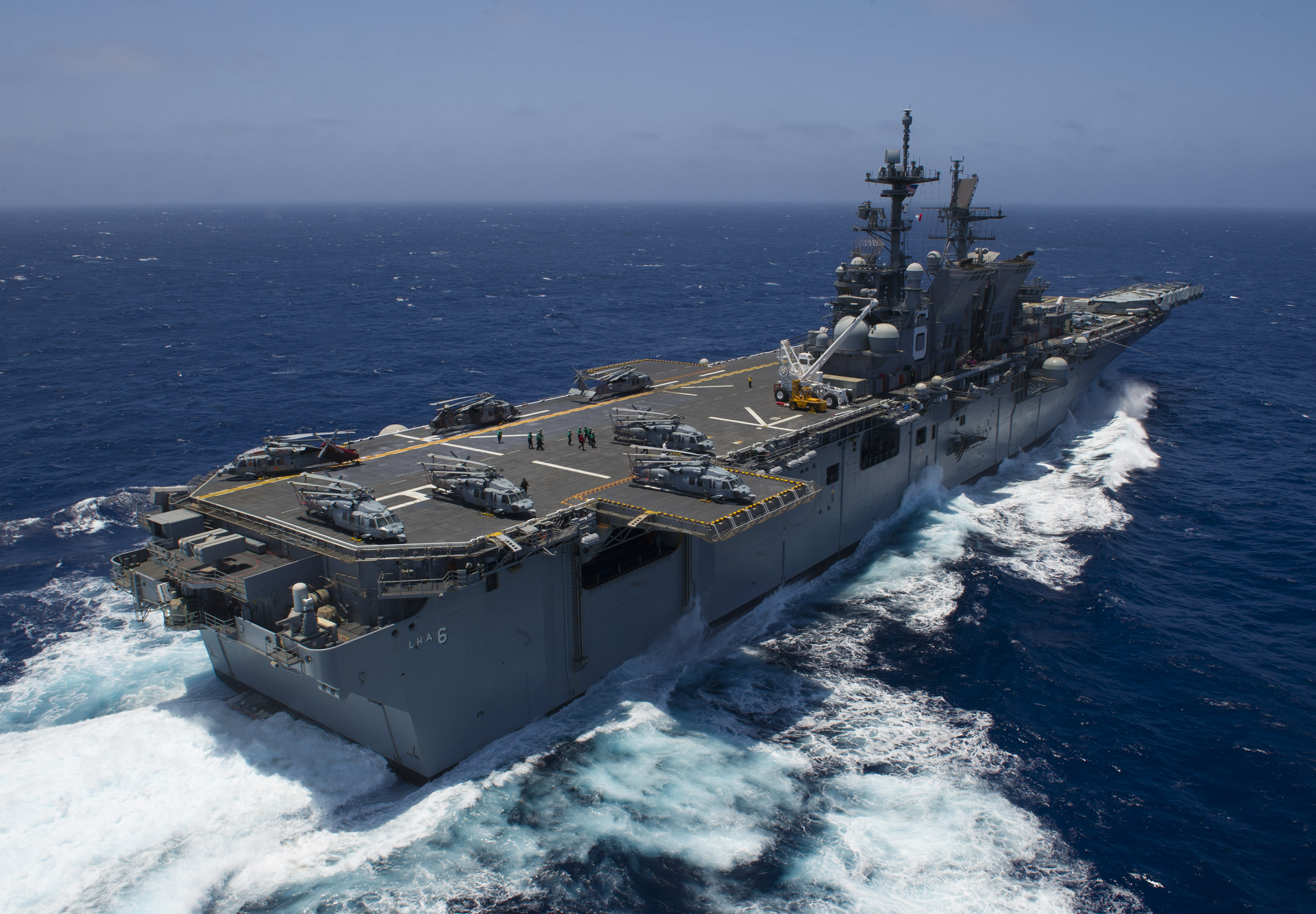
Vista trasera del USS America en 2016.

Otros buques de guerra de esta clase tendrán una cubierta de pozo para la guerra anfibia en sus popas para contener lanchas de desembarco, como el LCAC, como en los LHA de clase Tarawa y los barcos de asalto anfibios de clase Wasp.
La adición de una cubierta de pozo dejará menos espacio para aeronaves a bordo de los barcos, pero la "Evaluación operativa temprana" de 2005 criticó el diseño del "Bloque 0" porque las instalaciones de aviación ampliadas no dieron espacio para una cubierta de pozo. Además, el USS America ha reducido el espacio de estiba para vehículos militares, y el tamaño de su hospital se redujo en dos tercios con respecto a los barcos de la clase Wasp.
Antes de convertirse en subsecretario de Marina, Robert O. Work también cuestionó la utilidad de un barco de guerra anfibio sin cubierta de pozo. El concepto del helicóptero de plataforma de aterrizaje (LPH) fracasó cuando sus helicópteros se encontraron con los sistemas antiaéreos enemigos frente a las costas del Líbano a fines de la década de 1970. En ese caso, los infantes de marina primero tuvieron que ser trasladados a barcos que tenían cubiertas de pozo.
El tercer barco de la clase (USS Bougainville) será el primero de su clase con una cubierta de pozo para el despliegue de vehículos anfibios. Si bien a fines de la década de 1990 se hizo hincapié en los vehículos terrestres más livianos, se utilizaron vehículos blindados y más pesados durante las operaciones en Irak y Afganistán. Las futuras operaciones de contrainsurgencia requieren barcos que puedan transportar y entregar esos vehículos, incluso mediante el uso de conectores en tierra; Los requisitos de elevación de carga se cumplen de manera más costosa con el equipo de transporte aéreo de aeronaves. Agregar la cubierta del pozo requerirá que la isla del barco sea un poco más pequeña en comparación con sus dos predecesores. El trabajo de diseño inicial con fondos comenzará en 2015, el trabajo de diseño detallado y la construcción comenzarán en 2017, y el LHA-8 entrará en servicio en 2024.

## Servicio

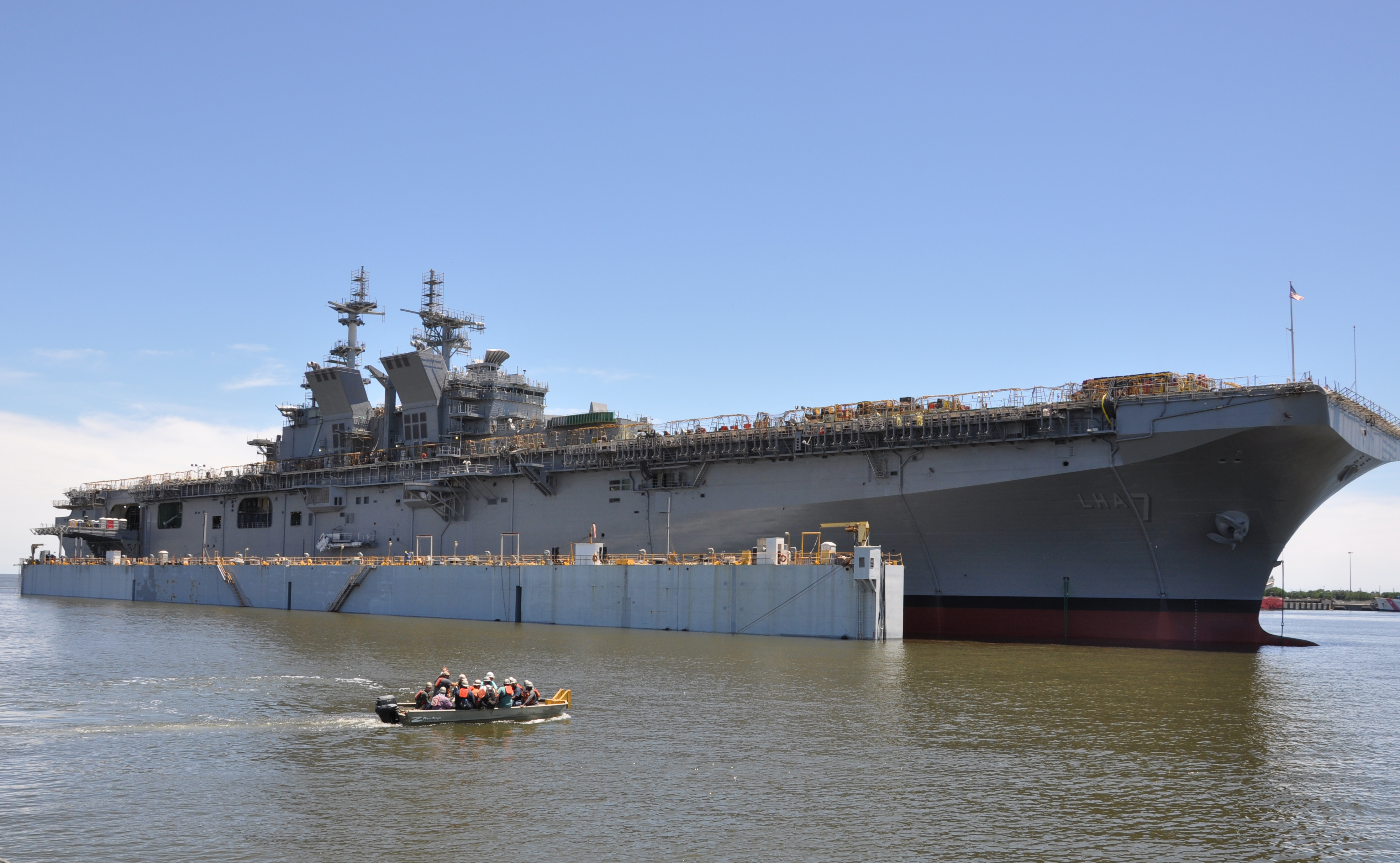
Botadura del USS Tripoli en Huntington Ingalls Industries en Pascagoula, Misisipi en 2017

El programa comenzó en julio de 2001, el desarrollo comenzó en octubre de 2005, la decisión de producción se tomó en enero de 2006 y la construcción de LHA-6 comenzó en diciembre de 2008.
Northrop Grumman Shipbuilding recibió $ 48,1 millones por "servicios adicionales de planificación e ingeniería avanzada en apoyo del reemplazo del LHA (LHA [R]) Bloque 0 del buque de asalto anfibio (LHA 7)" el 28 de octubre de 2010, hasta mayo de 2012. Su entrega estaba programada para 2017. En enero de 2011, los problemas de desarrollo llevaron a que el programa F-35B se retrasara dos años, y los planes para LHA-7 podrían cambiar si se cancelaba el F-35B.
En abril de 2012, se emitió el contrato N00024-10-C-2229 a Huntington Ingalls Industries, en el que se planeó la financiación para la compra de placas de acero para LHA-7 y se anunció el requisito de cuatro barcos adicionales (para LHA-10).
El 4 de mayo de 2012, el Secretario de Marina Ray Mabus anunció la selección de USS Tripoli como el nombre del próximo buque de asalto anfibio de cubierta grande de la Marina (LHA-7). El 20 de junio de 2014, Ingalls Shipyards, autenticó la quilla de Trípoli en una ceremonia por parte del patrocinador del barco, Lynne Mabus, esposa del Secretario de Marina, Ray Mabus. El Trípoli se entregó oficialmente a la Marina de los EE. UU. el 28 de febrero de 2020.
El 13 de junio de 2014, el Departamento de Defensa de EE. UU. anunció que había adjudicado un contrato por valor de 23,5 millones de dólares a General Dynamics National Steel and Shipbuilding Co., San Diego, California, para el trabajo de diseño y desarrollo del LHA-8.
El 14 de diciembre de 2021, se otorgó a Huntington Ingalls un contrato de la Marina de los EE. UU. por valor de 70,8 millones de dólares como su última entrega para adquirir materiales de largo plazo para LHA 9. El premio fue ofrecido por Naval Sea Systems Command, Washington D. C.
El 27 de octubre de 2022, la Marina de los EE. UU. otorgó a Ingalls Shipbuilding una modificación de contrato de 2400 millones de dólares para los detalles, el diseño y la construcción del LHA-9.

## Unidades
| Unidad               | Numeral  | Constructor                      | Iniciado                 | Botado               | Entregado             | Destino         |          |
| Bloque 0             | Bloque 0 | Bloque 0                         | Bloque 0                 | Bloque 0             | Bloque 0              | Bloque 0        | Bloque 0 |
| -------------------- | -------- | -------------------------------- | ------------------------ | -------------------- | --------------------- | --------------- | -------- |
| USS America          | LHA-6    | Ingalls Shipbuilding, Pascagoula | 17 de julio de 2009      | 4 de junio de 2012   | 11 de octubre de 2014 | En servicio     |          |
| USS Tripoli          | LHA-7    | Ingalls Shipbuilding, Pascagoula | 22 de junio de 2014      | 1 de mayo de 2017    | 15 de julio de 2020   | En servicio     |          |
| Bloque 1             |          |                                  |                          |                      |                       |                 |          |
| USS Bougainville     | LHA-8    | Ingalls Shipbuilding, Pascagoula | 14 de marzo de 2019      | 6 de octubre de 2023 | previsto para 2024    | En construcción |          |
| USS Fallujah         | LHA-9    | Ingalls Shipbuilding, Pascagoula | 20 de septiembre de 2023 |                      |                       | En construcción |          |
| USS Helmand Province | LHA-10   | Ingalls Shipbuilding, Pascagoula |                          |                      |                       | Ordenado        |          |